# Loulans-Verchamp
Loulans-Verchamp è un comune francese di 479 abitanti situato nel dipartimento dell'Alta Saona nella regione della Borgogna-Franca Contea.

## Società

### Evoluzione demografica
Abitanti censiti